# سیگار پشت سیگار

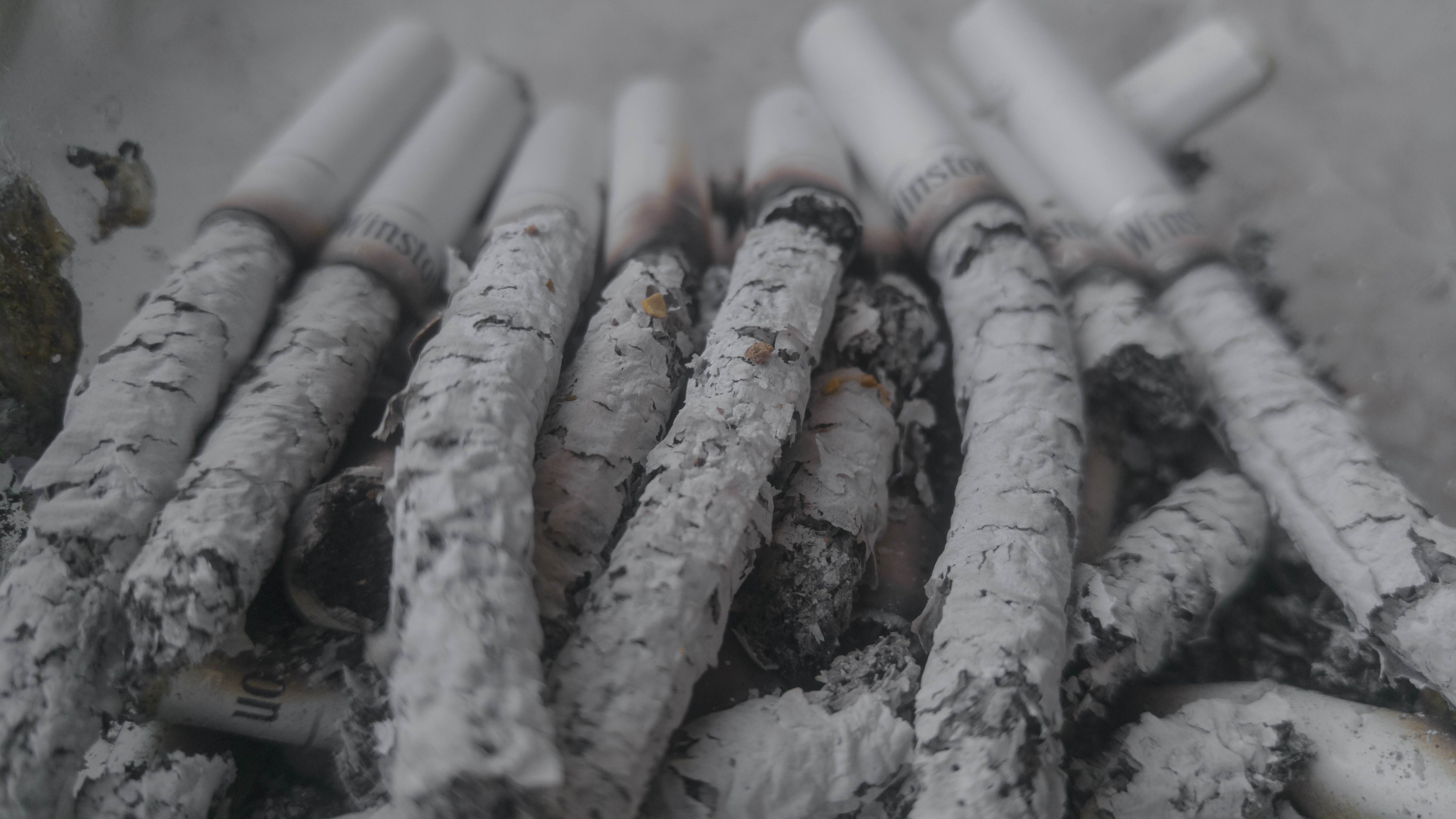
چند سیگار نیم سوز شده در زیرسیگاری

سیگار پشت سیگار کشیدن چندین سیگار پِی در پی (فرد سیگاری) هست که گاهی از ته (سیگار) برای روشن کردن سیگار بعدی استفاده می‌کند. واژه «سیگاری قهّار» به فردی گفته می‌شود که پِی هَم سیگار می‌کشد، هرچند که لازم نیست با هر سیگاری چنین کاری‌کند.
گرچه این واژه عمدتاً دربارهٔ سیگار به‌کار می‌رود، می‌توان آن را برای توصیفِ مصرف مداوم سیگاربرگ و پیپ نیز استفاده کرد که نوعی اعتیاد شایع هست.

## کاربردهای بالینی

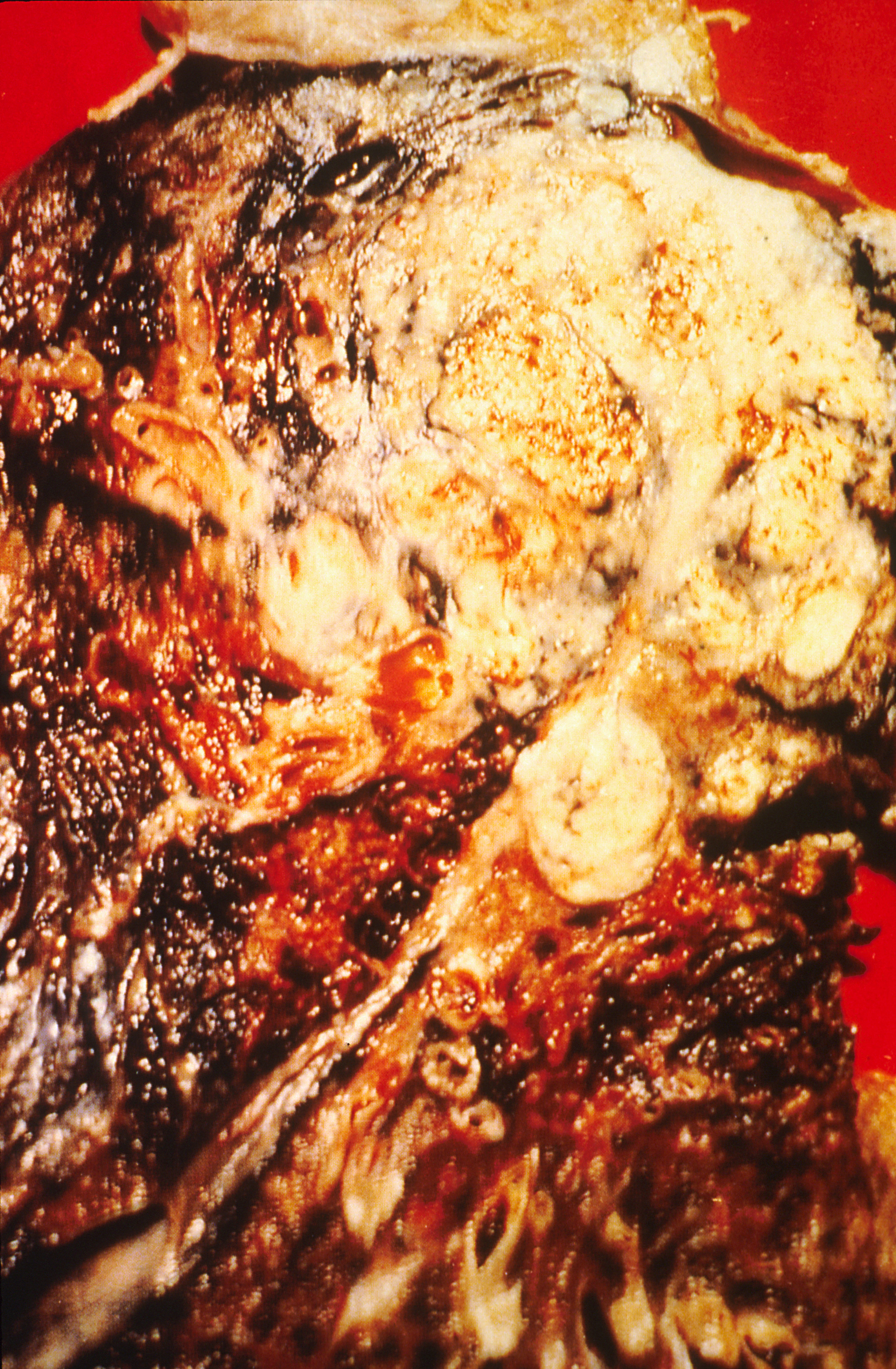
ریه یک فرد سیگاری مبتلا به سرطان ریه. نواحی سیاه با اجزای تنباکو پوشیده شده و سفت شده‌اند، در حالی که لکه سفید، سرطانی است که توسط تنباکو ایجاد می‌شود.

در «راهنمای تشخیصی و آماری عارضه‌های روانی»، از سیگارکشیدن مدوام به عنوان نمونه‌ای از رفتار اعتیادگونهٔ شدید یاد شده‌است؛ و شاید آن را بتوان به عنوان نوعی‌از درمان‌بی‌زاری برای [کمک به] ترک کامل افراد سیگاری به کار گرفت که به چنین استعمال شدیدی از سیگار عادت نداشته‌اند و با تشویق کلامی وادارشان می‌کنند که کاملاً سیگار را ترک کنند.

### دلایل
مصرف کوکائین یا آفتامین‌ها می‌تواند منجر به افزایش خُماری در فرد شود.
عدهٔ زیادی حین مصرف نوشیدنی‌های الکی مدام سیگار می‌کشَند؛ چراکه الکل[موجود در نوشیدنی‌های الکی] گیرنده‌های استیل کولینِ نیکوتین‌داری را تقویت می‌کند که به حساس‌شدگی مجدّد و ازین‌رو تشدید میلِ به مصرف را منجر می‌شود.
در این مقاله، میزانِ وابستگی به نیکوتین و سیگارکشیدن پی‌درپی فرد بررسی‌شده‌است؛ و به نظر نمی‌رسد که میزان نیکوتین دریافت‌شده عامل چندان مهمی باشد؛ چراکه این مقدار از پُک (سیگار) ارتباط کمی با تعداد دفعه‌های مصرف سیگار دارد.

## سیگاری‌های قهار
- دیک آلِن
- فردی مرکوری
- جان بینِر
- جَک نیوتون